# Beri

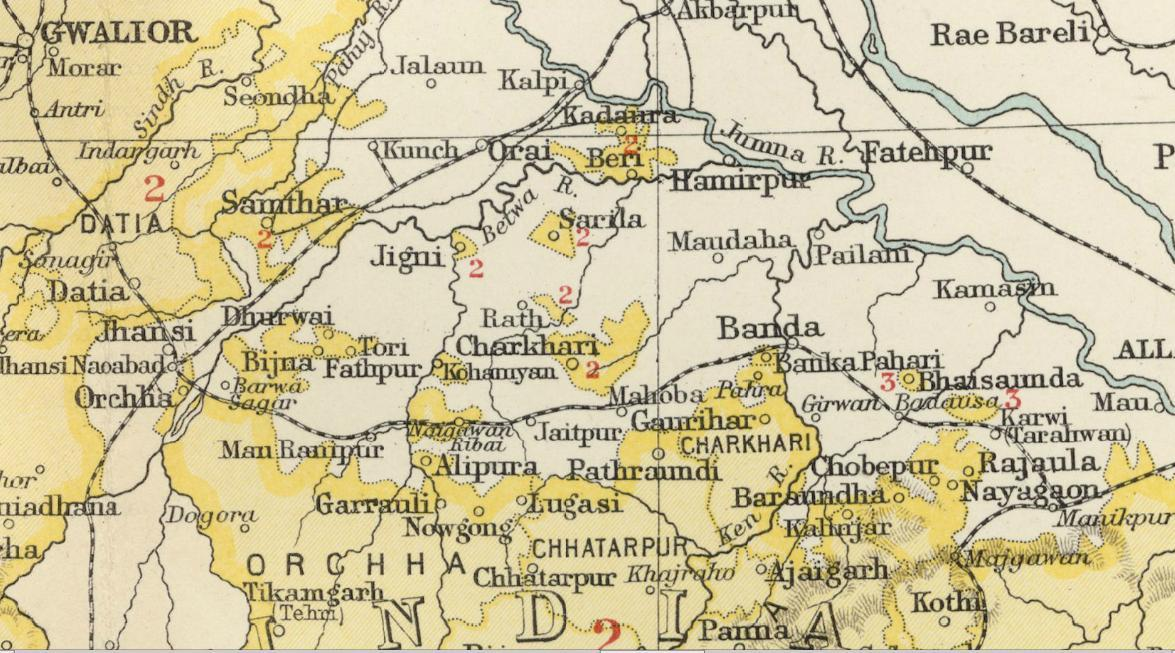
Beri a un mapa de l'Imperial Gazetteer of India

Beri, Behri o Bheri fou un estat tributari protegit de l'Índia al Bundelkhand a l'agència de l'Índia Central. La superfície era d'uns 80 km² i la població el 1881 de 4.985 habitants i el 1901 de 4.279 habitants. La capital era Beri amb una població el 1901 de 2.387 habitants, a la riba nord del riu Betwa a uns 32 km al sud-est de Kalpi i 30 de Hamirpur. La bandera era rectangular dividida horitzontalment en dos parts iguals, vermell al damunt i groc a sota.

## Govern i història
Estava governat per una família de rajputs puars o bundela ponwars que deien ser descendents d'Agnikula del clan dels Paramara. L'ancestre fou Diwan Mahma Rai de Karaiha (a l'estat de Gwalior) el fill del qual Diwan Achharaj Singh, va emigrar a Sandi (Districte de Jalaun) al final del segle XVIII, i es va casar amb una filla de Raja Jagat Raj de Jaipur i el 1753 va rebre un jagir de 12 lakhs de renda, amb les viles de Umri, Dadri i Chili. Quan Ali Bahadur va establir la seva sobirania sobre el Bundelkhand al començament del segle xix, Jugal Prasad, net d'Achharaj, que llavors governava, va rebre un sanad de confirmació d'Ali Bahadur.
En prendre possessió els britànics li van reconèixer en ikrarnama (fet de lleialtat als britànics) i li van concedir sanad de confirmació de possessió però només sobre Umri (1809). El 1811 la seva reclamació sobre els altres dos pobles fou admesa però com que no se li podien entregar se li va donar una terra d'igual valor on estava el poble de Beri. Lokhendra Singh governà des del 1904 quan va succeir al seu pare Raghuraj Singh, sent menor d'edat, sota superintendència dels britànics. Els governants portaven el títol hereditari de Rao i havien rebut abans de 1881 sanad d'adopció. Estava format per 7 pobles. El seu exèrcit era de 25 cavallers i 125 soldats de terra.

## Llista de governants
- Diwan Achharaj Singh 1753-?, jagirdar d'Umri
- Diwan Kuman Singh (fill) ?-1780 jagirdar d'Umri
- Rao Jugal Prasad Singh 1780-1814, jagirdar d'Umri, de Beri el 1811
- Raop Pheran Singh (fill adoptiu) 1814-1857
- Rao Vishawanath Singh (fill) 1857-1861
- Rao Vijay Singh 1861-1880 (nebot i fill adoptiu)
- Rao Raghuraj Singh (fill) 1880-1904
- Rao Lokendra Singh (fill) 1904-1945
- Raja Yavdendra Singh (fill) 1945-1950 (mort el 1984)